# Mediendom

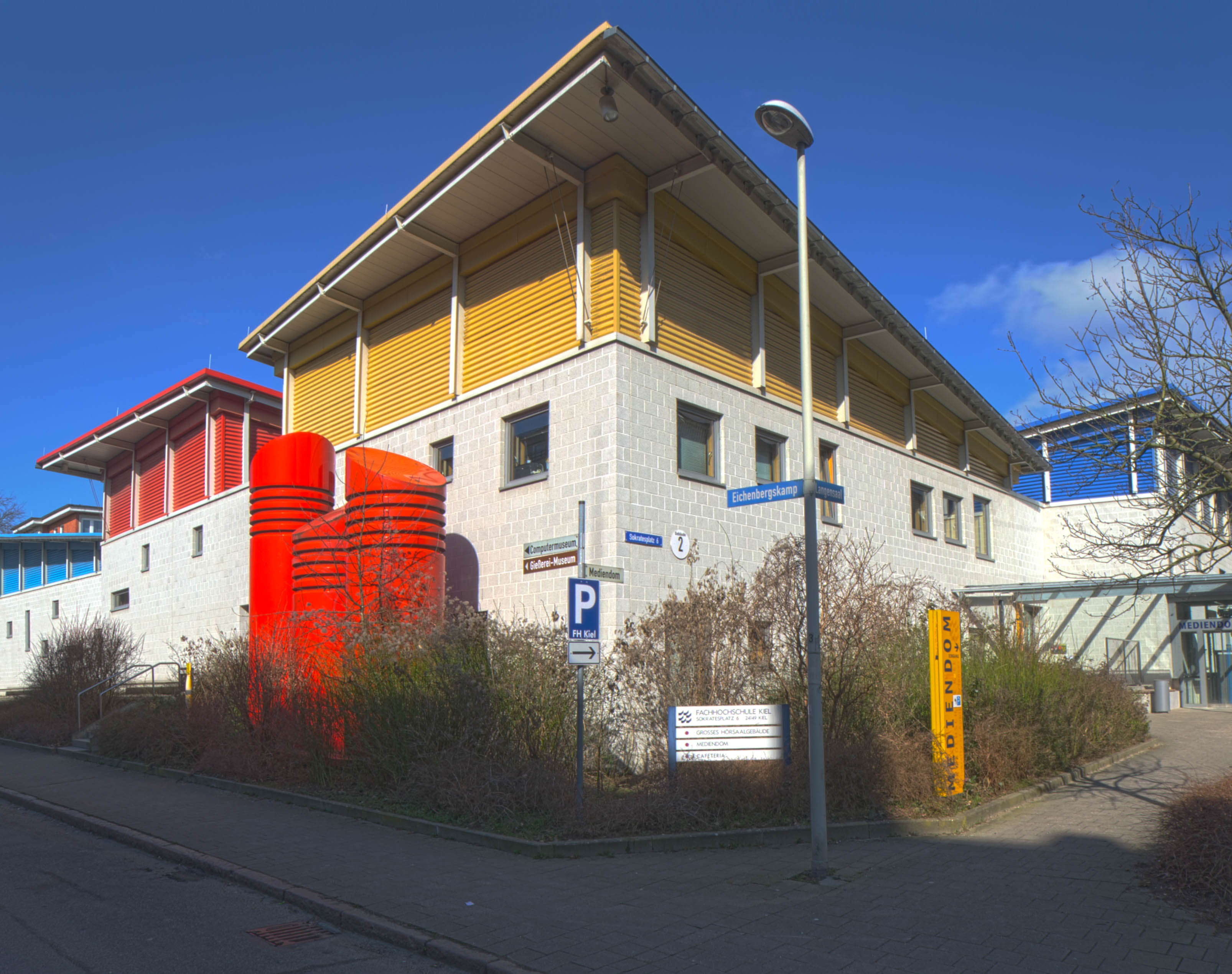
Mediendom

Der Mediendom der Fachhochschule Kiel ist eine neue Art von Kuppeltheater mit 360°-Multimedia-Ausstattung. Er befindet sich auf dem Campus der Fachhochschule Kiel in Kiel-Dietrichsdorf am Ostufer der Kieler Förde und ist Teil der Kulturinsel Dietrichsdorf. Organisatorisch gehört der Mediendom zur zentralen Einrichtung Zentrum für Kultur- und Wissenschaftskommunikation (ZKW) der Fachhochschule Kiel. 

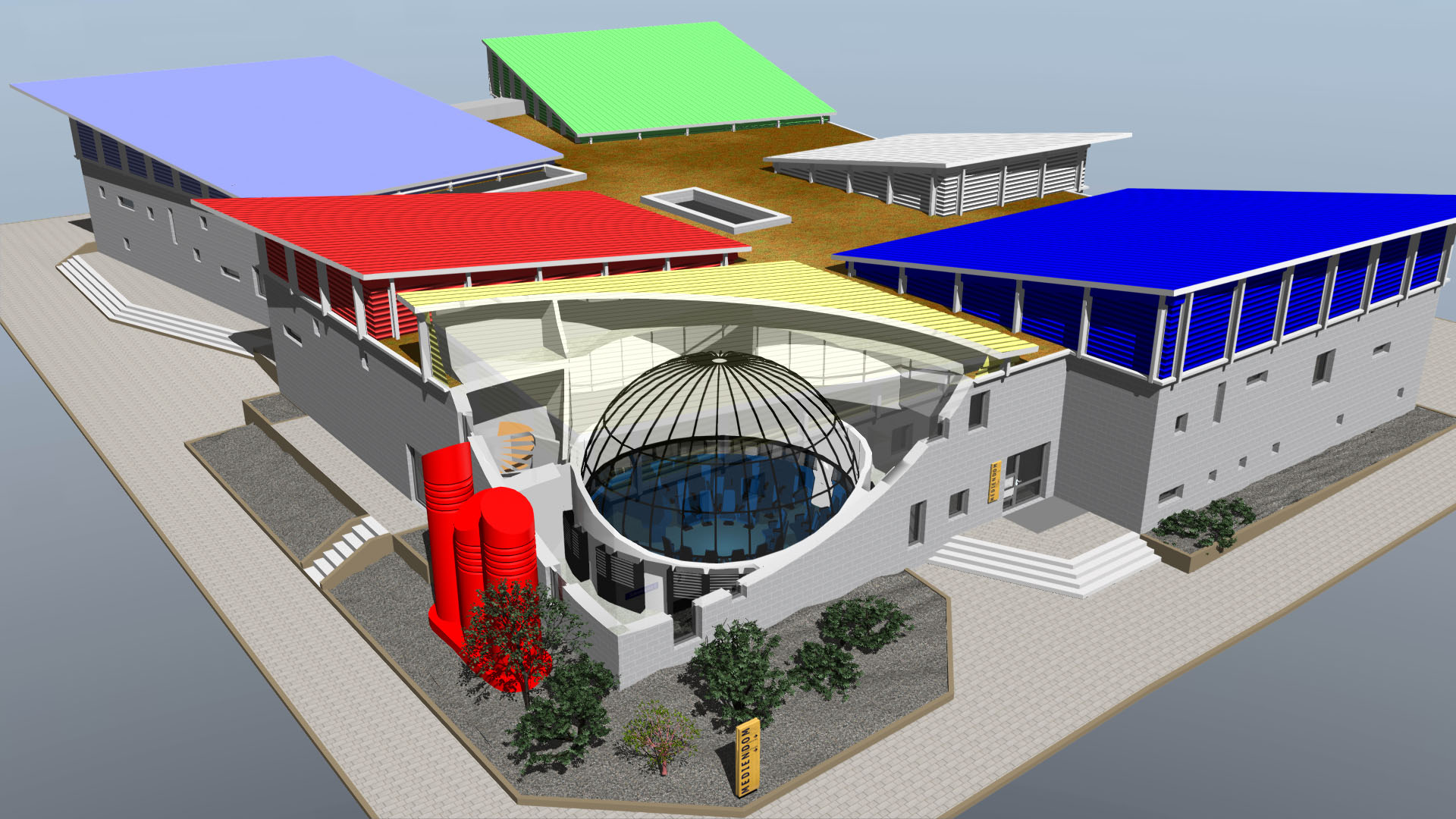
Aufriss des Mediendoms im Großen Hörsaalgebäude der Fachhochschule Kiel

## Öffentliche Veranstaltungen
Der Mediendom der Fachhochschule Kiel verfügt über einen Kuppelsaal mit 64 Sitzplätzen in konzentrischer Anordnung. Hier finden im Jahr rund 1400 öffentliche Veranstaltungen statt.
Die installierte Technik kann wie ein Planetarium genutzt werden. Das Konzept des Mediendoms bezieht jedoch auch andere Veranstaltungsarten ein, beispielsweise allgemeine wissenschaftliche Vorträge, Musik-, Theater- und Unterhaltungsveranstaltungen. Als Bezeichnung für das kulturelle Angebot wurde der Begriff „Kulturhalbkugel“ eingeführt.

## Sonderveranstaltungen
Am Vormittag bietet der Mediendom Veranstaltungen für Schulklassen und Kindergartengruppen an. Dabei wird darauf geachtet, dass die Gruppen altersgerecht zusammengefasst und betreut werden.
Im Jahr 2013 wurde am Mediendom in Kooperation mit der Landeshauptstadt Kiel und der Diakonie Altholstein ein Pilotprojekt zur Entwicklung eines Veranstaltungsformates für demenzkranke Personen durchgeführt. Daraus entwickelte sich eine Veranstaltungssparte, die sich vor allem an die ältere Generation richtet. Die Informationsdichte ist reduziert, Schönes begegnet den Gästen ohne hektische Effekte, mit einfühlsamer Musik begleitet.
Der Mediendom kann für Gruppenveranstaltungen gebucht werden. Oft wird dieses Angebot schon von Vereinen und Firmen auch in Verbindung mit einer Tagung an der Fachhochschule genutzt.

## Forschung und Lehre
Als Forschungslabor der Fachhochschule Kiel versteht sich der Mediendom als Einrichtung zur Forschung und Lehre immersiver Technologien und Inhalte. Diese sind Lehrgegenstand in den akkreditierten Studiengängen „Multimedia-Production“ bzw. „Medienkonzeption“ zum Bachelor oder Master of Arts.
Wesentliche Arbeitsgebiete sind:
- Entwicklung dramaturgischer Richtlinien für 360°-Präsentationen, Fulldomeproduktion
- Entwicklung des virtuellen Naturerlebnisraumes
- Erschließung neuer Themengebiete für Kuppel-Theater, Entwicklung kultureller Leitprojekte
- Kombination von Live-Aufführungen und Multimedia-Elementen, Interaktivität
- Software-Entwicklung
- 3D-Audio
- Science Outreach
- Virtuelle Realität (VR)

Im Kuppelsaal finden regelmäßig Vorlesungen und Seminare für die Studierenden des Studiengangs „Multimedia Production“ statt. Zum Abschluss eines Semesters erstellen die Studierenden z. B. in kleinen Gruppen kurze Show-Clips, die sie im Mediendom präsentieren. Das projektorientierte Studium bietet vielfältige Möglichkeiten zur Umsetzung von Ideen aus dem Bereich „Kultur und Wissenstransfer“. So entstand bereits in 2003 eine 360°-Visualisierung zur Pressevorstellung des Albums Nimby der Band Fury in the Slaughterhouse.
Forschungs- und Entwicklungsprojekte am Mediendom:
- Multimediadarstellung des neotropischen Regenwalds
- Intermediales Tanzprojekt ich-quadrat
- Mixed-Media Show Alien Action
- 3D-Audio-Positionierung in Kuppelumgebungen, in Kooperation mit dem Fraunhofer-Institut für digitale Medientechnologie IDMT in Ilmenau
- Erforschung der Wirkung immersiver Medien im Science Outreach am Beispiel der Nano- und Oberflächenwissenschaft, im Rahmen des Kiel Science Outreach Campus (KiSOC)

Der Mediendom gab den Anstoß für das Lehr- und Forschungsfeld „Immersiver Medien“ des Fachbereichs Medien der Fachhochschule Kiel. Es wird vom Institut für immersive Medien getragen. Das Institut gibt z. B. das Jahrbuch immersiver Medien heraus.

## Produktionen und Auszeichnungen
Am Mediendom werden im Technologietransfer Fulldome-Produktionen erstellt und wurden international in mehr als 100 Kuppeln aufgeführt.
Die Produktion Augen im All – Vorstoß ins unsichtbare Universum wurde im  Auftrag der Europäischen Weltraumagentur ESA im Jahr 2009 produziert und bislang in 15 Sprachen übersetzt.
Die Veranstaltung Orchideen – Wunder der Evolution entstand im Rahmen des Wettbewerbes „Evolution heute“ der Volkswagenstiftung zusammen mit dem Botanischen Garten Kiel und dem Kommunikationsdesigner Ralph Heinsohn und wurde im Jahr 2010 mit dem iF communication award, dem red dot design award und dem Preis „Gute Gestaltung Good Design 2011“ in Gold des Deutschen Designer Clubs ausgezeichnet, sowie für den Deutschen Designpreis 2012 nominiert.
Die Deutsche UNESCO-Kommission hat die Planetariumsveranstaltung „Lars der kleine Eisbär“ als Projekt der UN-Dekade „Bildung für nachhaltige Entwicklung“ ausgezeichnet. Die Produktion entstand in Kooperation mit dem Kieler Exzellenzcluster „Ozean der Zukunft“ und der Medienpädagogin Berit Thomas.
„Syncode 360“, deren Gestaltung wiederum von Ralph Heinsohn entwickelt wurde, erzielte 2013 beim ersten russischen Fulldome-Festival in Yaroslavl den ersten Platz in der Kategorie „Fulldome-Musik-Show“.
Im Rahmen eines Hochschulwettbewerbes zum „Wissenschaftsjahr 2016 – 17 Meere und Ozeane“ wurde das Projekt „Superhelden unserer Ozeane“ als eines von 15 Projekten ausgewählt.

## Qualitätssiegel Deutschland
Als erste Kultureinrichtung des Landes Schleswig-Holstein wurde der Mediendom zunächst mit dem Qualitätssiegel Schleswig-Holstein und später mit dem Qualitätssiegel Deutschland ausgezeichnet. Im Jahr 2010 erhielt er den ersten Kieler Service-Award.

## Kieler Planetarium e. V.

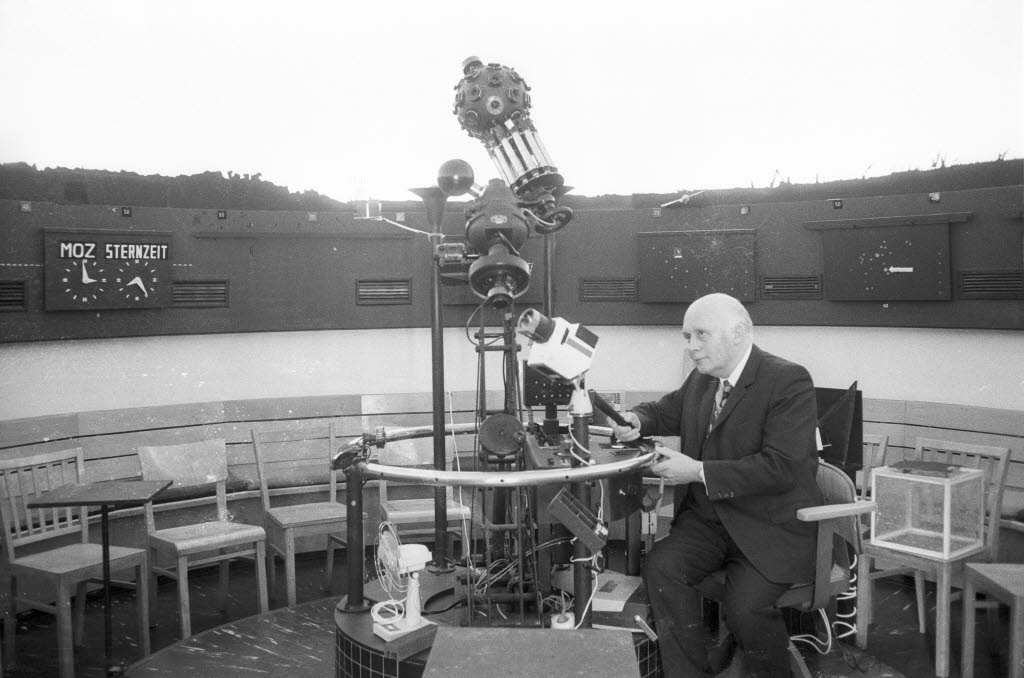
Leiter des Planetariums und Studiendirektor a. D. Werner Mewes mit den Projektoren in der Ingenieurschule im Jahr 1974

Das erste Planetarium entstand 1969 in der Staatlichen Ingenieurschule in der Legienstraße auf dem Kieler Westufer (vgl. auch Sternwarte Kiel). Nach Aufgabe der alten Planetariumskuppel fand der Kieler Planetarium e. V. im Mediendom sein neues Arbeitsumfeld und wirkt seither in der Konzeption und Produktion vornehmlich astronomischer und populärwissenschaftlicher Veranstaltungen des Mediendoms mit.

## Technik

### Ganzkuppel-Video
Das technische Herzstück des Mediendoms ist das Ganzkuppel-Videosystem E&S Digistar 7, ein Computer-Verbund aus sieben Einzelrechnern:
- ein Host-Computer (Steuerung und Skriptablauf)
- sechs Grafikrechner, sogenannter Grafikprozessor, davon einer als ein Tonrechner, sogenannter Audioprozessor

Digistar 7 arbeitet mit einer 3-dimensionalen, DirectX-basierten Welt, in die beliebige Objekte geladen und animiert werden können. Durch diese Echtzeitfähigkeit wird Interaktion möglich; dadurch unterscheidet sich der Mediendom deutlich vom Kino oder IMAX-Theater. Die sechs Grafikprozessoren bespielen je einen von sechs Video-Projektoren, die jeweils ein Teilbild an die Kuppel projizieren, so dass die gesamte Kuppel zum überdimensionalen Computerbildschirm wird. Durch spezielle Vorbereitung können kuppelfüllende Videos erzeugt und abgespielt werden. Das Kombinieren von Echtzeit-Elementen mit vorberechnetem Ganzkuppel-Video ist ebenfalls möglich.

### Tontechnik
Weltweit einzigartig ist die Ton-Anlage des Mediendoms. Rund um die akustisch durchlässige Kuppel sind 58 Lautsprecher und sieben Subwoofer mit 64 Audiokanälen und 31.000 Watt Leistung installiert. Auf diese Weise wird eine über Raumklang hinausgehende, dreidimensionale Tonwiedergabe möglich.

### Lichttechnik
Zur Realisierung von Lichtstimmungen verfügt der Mediendom seit Februar 2014 über einen Kranz von LED-Elementen mit frei wählbarer Farbe. Die Lichtsteuerung kann in die Programmierung von Show-Skripten einbezogen werden.

### Medienansteuerung
Die Verknüpfung der Mediensysteme erfolgt auf der Basis einer am Mediendom entwickelten Software namens MDC, die individuelle Systemlösungen ermöglicht.

## Geschichte
- 17. September 2003: Eröffnung des Mediendoms mit der Ministerpräsidentin Heide Simonis
- 17. September 2013: zehnjähriges Jubiläum: in den ersten 10 Jahren besuchten 330.000 Gäste die Kuppel. Es wurden in diesem Zeitraum 26 Fulldome-Shows aufgeführt, an deren Produktion der Mediendom beteiligt war.
- 14. November 2014: Mediendom reloadet – technische Neuausstattung, u. a. mit dem System „SpatialSoundWave“ des Fraunhofer-Instituts für digitale Medientechnologie IDMT in Ilmenau
- 8. Mai 2017: Veröffentlichung des Strategiepapiers Mediendom 4.0
- 26. Januar 2024: Upgrade der Computertechnik auf das System Digistar 7

### Showpremieren (Auszug)
- 2. Oktober 2003: Unendliche Weiten – vom Urknall zur Erde
- 1. März 2004: Fury in the Slaughterhouse – Pop and Art
- 23. März 2005: Magellan und der Südsternhimmel
- 8. Juni 2006: ich-quadrat – Tanz intermedial für Planetarien
- 4. November 2006: Alien Action – Science-Fiction meets PopArt
- 11. März 2007: Metavista – eine Klang-(T)Raumreise
- 21. September 2007: Als der Gulp die Erde einsackte
- 14. November 2007: Computer öffnen Welten
- 20. Februar 2008: Unser Kosmos – Heimat der Menschen
- 9. Oktober 2009: Sounds of the Underground
- 13. Mai 2009: Augen im All – Vorstoß ins unsichtbare Universum
- 10. Juni 2009: Orchideen – Wunder der Evolution
- 2. April 2010: Space Park 360 – der ultimative Freizeit-Spaß
- 21. April 2010: Völlig losgelöst – Raketentechnik heute und morgen
- 6. Oktober 2010: Students Nightlife
- 19. Januar 2011: Lars der kleine Eisbär
- 5. Juli 2012: Der Regenbogenfisch und seine Freunde
- 20. April 2012: In der Tiefe des Kosmos
- 22. März 2012: Zauber der Anderswelt
- 13. September 2012: Ferne Welten – fremdes Leben?
- 20. September 2012: Videophonie SynCode
- 13. November 2014: Frida und der Wald
- 11. Januar 2015: Zeitreise – vom Urknall zur Erde
- 1. März 2016: Im Reich der Planeten
- 19. Januar 2017: Kosmische Weiten
- 6. Februar 2017: Flucht – ein 360° Theaterstück
- 29. März 2017: miRatio – Ein Konzert in virtuellen Räumen
- 8. Juni 2017: Planeten – Expedition ins Sonnensystem
- 4. Juli 2017: Superhelden der Tiefsee (5 min + transmediale Erweiterungen)
- 15. April 2018: Dem Himmel so nah
- 10. Juli 2018: Game of Domes

## Sternwarte
Ebenfalls zur Fachhochschule Kiel gehört eine Sternwarte auf dem Dach des Hochhauses am Campus. Hier finden in den dunklen Monaten von Oktober bis April an klaren Abenden öffentliche Vorträge und Himmelsbeobachtungen statt. Der  Primärspiegel des Ritchey-Chrétien-Cassegrain-Spiegelteleskops hat einen Durchmesser von 406 mm und 3250 mm Brennweite.

## Computermuseum
Eine weitere Einrichtung der Fachhochschule ist das Computermuseum der Fachhochschule Kiel mit etlichen Exponaten der Computertechnik von gestern und vorgestern, darunter einzigartige Maschinen aus dem Hause Konrad Zuse.